# Oxycnemis franclemonti
Oxycnemis franclemonti là một loài bướm đêm trong họ Noctuidae.